# Abderrahmane El Waghlissi
Abou Zaïd Abderrahmane, dit Abderrahmane El Waghlissi (kabyle : Ɛebderreḥman Lweɣlisi) (également orthographié El Oughlissi), est un jurisconsulte (faqih), savant ('alim) et imam algérien mort en 1342 ou 1384 selon les sources. Il compte parmi les noms ayant marqué l'histoire des dynasties musulmanes du Maghreb, ainsi que parmi les plus grands docteurs religieux de son temps. Il est reconnu comme un contributeur important de l'école malikite.

## Biographie

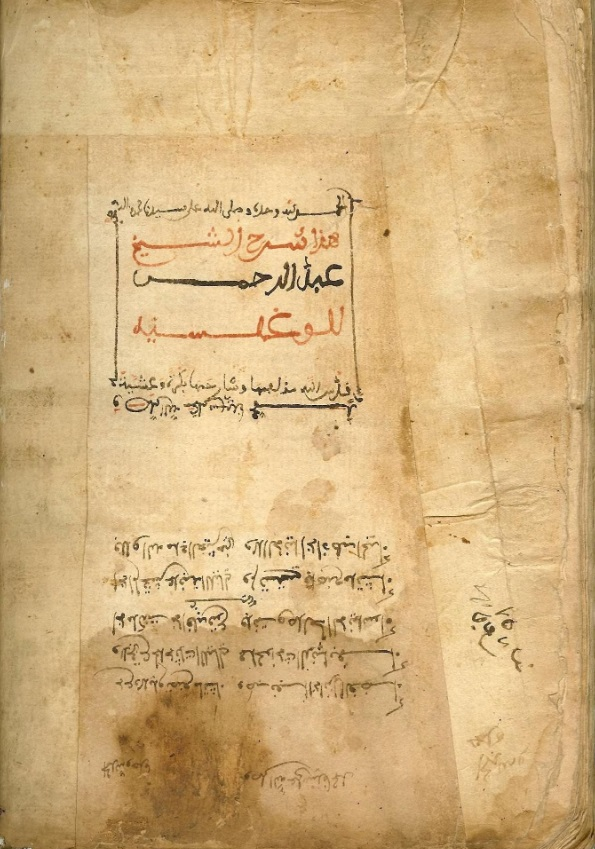
Couverture de l'ouvrage Almuqadima Alwaghlissiya

El Waghlissi est surtout connu pour avoir écrit des traités de jurisprudence malikite, notamment al-Mandhouma fi al-Fiqh ou encore al-Muqaddima al-Fiqhiyya selon les sources, plus connu sous le nom d’al-Waglisiyya. Cet ouvrage demeure dans la région le livre de base de l’enseignement pour les débutants pendant des siècles et a été commenté par de nombreux savants célèbres tels qu'Abdelkrim az-Zwawi, Ahmed Zerruq al-Barnusi ou Abu Abdellah as-Sanusi.

## Postérie
Il est enterré au village de Tala n'Tagouth, commune de Tinebdar, de la tribu des Ath Waghlis, dans l'actuelle wilaya de Béjaïa, où un mausolée lui a été érigé ainsi qu'une petite mosquée qui porte son nom. Un colloque lui a été dédié à Béjaïa en octobre 2004.